# Fenicia
Fenicia (en fenicio 𐤊𐤍𐤏𐤍, kanaʿan) es el nombre de una antigua región de Oriente Próximo, cuna de la civilización fenicio-púnica, que se extendía a lo largo del Levante mediterráneo, en la costa oriental del mar Mediterráneo.
Su territorio abarcaba desde la desembocadura del río Orontes al norte, hasta la bahía de Haifa al sur, comprendiendo áreas de los actuales , Siria, Palestina, Israel, y Líbano, una región denominada antiguamente Canaán, con cuya denominación se engloba muy a menudo en las fuentes.

## Historia

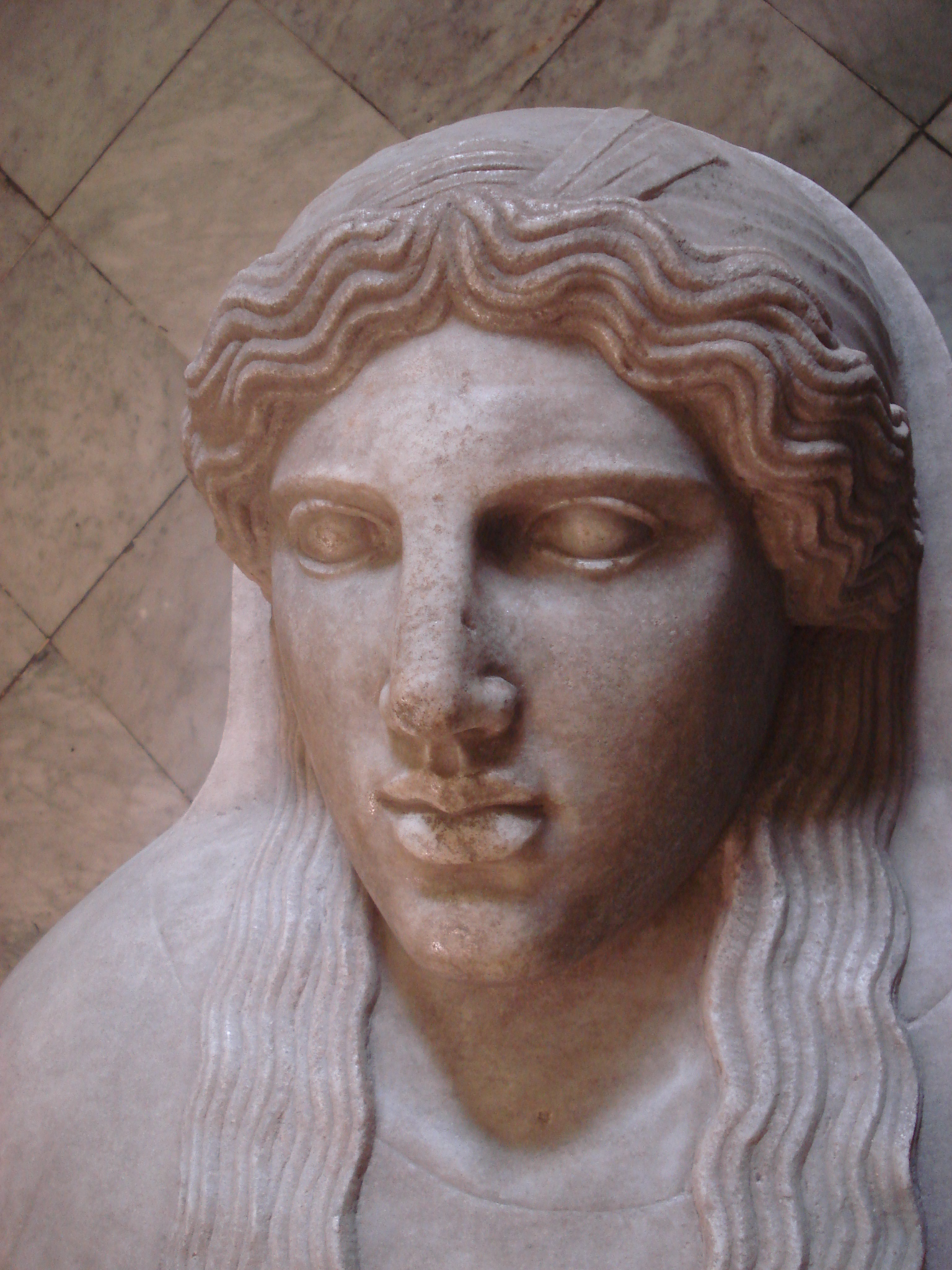
Sarcófago fenicio de Palermo (a. C.)

Poblada desde principios del II milenio a. C. por semitas cananeos, la Fenicia histórica se extendía sobre una estrecha franja costera de 40 km, desde el Monte Carmelo hasta Ugarit (unos 300 km). El territorio, montañoso y poco apto para la agricultura (aunque se esforzaron por sacarle provecho) orientó a sus habitantes hacia las actividades marítimas. Con más razón el mar se le impuso a este pueblo, al quedar dividido en pequeñas ciudades estado separadas por espolones rocosos, pues el cabotaje era mejor que las vías terrestres para el contacto entre las ciudades, que se escalonaban desde Acre y Tiro, por Sidón y Biblos, hasta Arados y Ugarit. Fenicia, al ser un estrecho paso entre el mar y el desierto sirio, en contacto al sur, a través de Canaán y del Sinaí con Egipto, y al norte, a través del Éufrates, con la Mesopotamia y el Asia Menor, estaba destinada a ser una rica encrucijada comercial, codiciada por los grandes imperios vecinos.

## Pueblo fenicio
El nombre étnico que se otorgaban los fenicios a sí mismos era 𐤊𐤍𐤏𐤍𐤉 (kenaʿani, «canaaneos») o 𐤁𐤍 𐤊𐤍𐤏𐤍 (bin kenaʿan, «hijos de Canaán»), que coincide con el pueblo cananeo citado en la Biblia. Los griegos los llamaron Φοίνικες (phoínikes, «rojos, púrpuras»), muy probablemente por los apreciados tintes de color púrpura con que comerciaban. De phoíniks derivó el término «fenicio», que se aplica más bien a los descendientes de los cananeos que habitaban en la franja costera desde Dor (actual Palestina) Arados o Arwad (actual Siria) entre el siglo XIII a. C. y la conquista musulmana. No obstante, según Krahmalkov, el término phoíniks puede fácilmente ser una etimología popular derivada del etnónimo pōnīm, gentilicio de pūt. Según él, este término denominaba estrictamente a la región costera de Canaán, y muchos de los pueblos fenicios lo utilizaban como sinónimo. De pōnīm derivarían también las formas latinas poenus y punicus.
La cultura fenicia es una civilización antigua que no dejó firmes huellas físicas de su existencia. Su lugar geográfico en la historia es el actual Líbano, y el crecimiento desproporcionado de las ciudades así como los frecuentes enfrentamientos bélicos del pasado han dificultado el hallazgo de restos que revelen su cultura material. Sin embargo, a diferencia de otras, dejó un importante legado cultural a las civilizaciones posteriores: principios comerciales y el alfabeto.
Según Heródoto, los fenicios migraron desde las costas del Golfo Pérsico (llamado mar Eritreo en su Historia) para luego asentarse definitivamente en la región que posteriormente se conoció como Fenicia.

## Economía

### Agricultura y explotación forestal
Si bien la geografía de la región era accidentada, los fenicios aprovecharon al máximo las posibilidades del suelo para la explotación agrícola y cultivaron incluso en las laderas de las montañas. Eran conocidos sus bosques de cedros del Líbano.

### Vino fenicio
Los fenicios fueron uno de los primeros pueblos antiguos en tener un importante efecto sobre la historia del vino.
A través del contacto y el comercio difundieron su conocimiento de la viticultura y la producción de vino y propagaron variedades antiguas de vid.
Introdujeron o animaron la expansión de la viticultura y la producción de vino en varios países que siguen elaborando variedades aptas para el mercado internacional, como el  Líbano, Argelia, Túnez, Egipto, Grecia, Italia, España o Portugal. Aunque pudieron ejercer un efecto indirecto en la expansión de la viticultura en Francia, a menudo se confunden con los griegos foceos, que fundaron la colonia viticultora de Massilia (Marsella) en el 600 a. C. y llevaron la producción de vino tierra adentro.

### Industria
La cerámica fenicia fue muy utilizada, comercializada y distribuida así como los objetos de vidrio coloreado y los tejidos de lana teñidos con púrpura de Tiro, un colorante que extraían de un molusco (el múrice, del género Murex, y cuyo nombre en griego —phoinikes, derivado de phoinos: "rojo sangre"— identificaba tanto al tinte como al pueblo que lo comercializaba).
Los fenicios desarrollaron una industria de artículos de lujo muy solicitados en la época y de gran valor comercial, como joyas, objetos de pasta vítrea, marfil y bronce, piedras semipreciosas, perfumes y cosméticos, entre otros.

### Comercio y navegación

Mapa de las principales rutas comerciales usadas por los fenicios

El comercio era su actividad principal debido a su ubicación geográfica. Consistía inicialmente en el intercambio en forma de trueque de los productos elaborados en Fenicia por las mercancías disponibles en otros lugares (bien otros productos manufacturados —especialmente de las civilizaciones más desarrolladas—, o bien materias primas, como minerales metálicos —cobre y estaño— o metales preciosos, especialmente de los pueblos más primitivos de Occidente). Posteriormente, la invención de la moneda permitió relaciones comerciales más sofisticadas. Sin embargo, este crecimiento les despertó la necesidad de contabilizar sus productos (inventario), lo que les llevó a crear el primer alfabeto, del cual derivaron los demás.
La necesidad del transporte a largas distancias estimuló la construcción naval y la mejora de las técnicas de navegación.
Fueron los grandes mercaderes de la antigüedad. La geografía de sus costas, que propiciaba la instalación de puertos, y la madera de sus bosques les brindaban los elementos básicos para construir barcos y organizar compañías de navegación. Una de ellas fue contratada por el rey persa Darío I en el siglo V a. C. En cierta medida consiguieron establecer una talasocracia, o "gobierno de los mares", que les permitió controlar comercialmente el Mediterráneo.
Los viajes fenicios establecieron nexos perdurables entre el Mediterráneo oriental y el occidental, no solo comerciales sino también culturales.

## Colonización fenicia
Durante sus largos viajes debían abastecerse en distintos puntos de su recorrido. Incluso se suponía que las limitaciones inherentes a la navegación primitiva (evitación de la navegación nocturna) impedirían singladuras muy superiores a los 60 km, aunque se ha comprobado que recorrían distancias mucho mayores sin tocar puerto.
Con el tiempo esas escalas fueron transformándose en establecimientos permanentes que permitieran el almacenamiento y el comercio estable con los pueblos indígenas, que la historiografía denomina factorías o colonias, de forma similar a las colonias griegas. La colonización fenicia fue un fenómeno comercial y poblador localizado en puertos de fácil defensa, penínsulas o islas cercanas a la costa, sin conquistas territoriales en el interior.
También se establecieron colonias fenicias en las proximidades de algunas ciudades de mayor grado de civilización, donde obtenían concesiones, como en la ciudad egipcia de Menfis.
Los marinos comerciantes de Sidón crearon asentamientos-almacenes amurallados. Los de Tiro fundaron hacia el siglo IX a. C. en el norte de África Qart Hadasht (Cartago), cuya posición estratégica entre el Mediterráneo occidental y el Mediterráneo oriental la convirtió en la más importante de todas las colonias y terminó por acoger el centro de la civilización púnica cuando las ciudades metropolitanas del Levante fueron conquistadas por el Imperio persa en el siglo VI a. C.).
La rivalidad secular que mantenían griegos y fenicios por las rutas comerciales y el establecimiento de colonias llevó, también en el siglo VI a. C., a un enfrentamiento militar de gran envergadura, la batalla de Alalia siglo VI a. C.), en la que la colonia griega focense de Alalia se enfrentó a la flota cartaginesa, aliada con los etruscos, redefiniéndose la relación de fuerzas en la región.
Las factorías fenicias se esparcieron prácticamente por toda la ribera sur mediterránea y sus islas: desde Gadir, más allá del estrecho de Gibraltar, en el entorno del mítico reino de Tartessos y puerta de las rutas del océano Atlántico, hacia el norte —Europa— y el sur —África—, hasta las costas de Asia y el mar Negro.
En la costa africana son localidades de fundación fenicia Tangis, Mogador y Lixus (actual Marruecos), Sidi Abdeselam del Behar —desembocadura del Río Martín— y Kudia Tebmain —rio Emsá— (actual Argelia), Utica —de la que se piensa que fue la primera colonia en fundarse, o quizá la segunda después de Gadir—, Hadramemtum, Leptis Minor, y Tapso (actual Túnez), Leptis Magna, Trípoli y Sabratha (actual Libia).
En las islas del Mediterráneo occidental, 𐤀𐤉𐤁𐤔𐤌, ʔybšm, Ibosim (Ibiza), Nora (Nurri), Sulcis, Tharros (San Giovanni di Sinis), Bithia y Olbia (Cerdeña), Motia (Sicilia) y Malta; en las del mediterráneo oriental Kition (Chipre).
Los fenicios fueron el primero de los pueblos colonizadores históricos de la península ibérica. Los restos arqueológicos más antiguos descubiertos hasta la actualidad proceden de Malaka (Málaga) y Gadir (Cádiz), aunque establecieron colonias también en el mediterráneo peninsular, como el yacimiento de Río Real (Marbella), Los Toscanos (Vélez-Málaga), Sexi (Almuñécar), Abdera (Adra), Cerro del Prado, Chorreras, Villaricos, Mazarrón y Guardamar de Segura. En cuanto al área atlántica peninsular, son yacimientos fenicios Cádiz, Chiclana de la Frontera y el yacimiento arqueológico de Doña Blanca en El Puerto de Santa María. Es más discutido, en cuanto a si se trataban de asentamientos fenicios o bien pertenecientes a Tartessos con una fuerte influencia fenicia debido al importante comercio entre ambos, lugares como por ejemplo Onuba (Huelva), Abul (Alcacer do Sal) y quizás Olissipo (Lisboa). Otras escalas en la ruta comercial fenicia, siendo de origen prehistórico, pudieron llegar hasta Galicia e incluso las islas británicas al norte y a las Islas Canarias en el sur.
La fundación de la nueva Qart Hadasht (Nueva Cartago, la actual Cartagena) fue una iniciativa posterior, respondiendo a los nuevos criterios de la civilización púnico-cartaginesa del siglo III a. C., en la época de las guerras púnicas contra Roma. También a esa época pertenecen los restos púnicos de Melilla.

### Colonias tirias y colonias sidonias
La mayor parte de las colonias fenicias eran tirias (fundadas por Tiro). Se ha propuesto como una diferencia con las colonias sidonias (fundadas por Sidón) la divinidad tutelar: Melkart para Tiro, Astarté para Sidón. Otra diferencia es que varias colonias sidonias estaban establecidas en la ribera norte del Mediterráneo, como Temesa (cerca de Nápoles), las islas de Citerea, Chipre, Creta y Rodas, o en Asia. Se ha señalado como rasgo propio de las colonias sidonias en la península ibérica sus topónimos con la terminación -ipo (Baicipo, Dipo, Acinipo, Lacipo, Iripo, Oripo, Ostipo, Sisipo, Ventipo, Olisipo). Se dice que, de entre las colonias de Sidón, Paros proporcionaba mármol, Tasos, oro, Milo, azufre y alumbre; mientras que el tinte púrpura provenía de Citerea y Creta.

## Cultura
El pueblo fenicio contribuyó a crear un importante vínculo entre las civilizaciones mediterráneas y más aún entre las formas artísticas del mundo antiguo, por imitación, fusión y difusión de ellas, aunque no se le considere como creador original de una gran cultura propia.
Los fenicios utilizaban un alfabeto fonético, que los griegos adaptaron a su propia lengua y, con el tiempo, sirvió de modelo para los posteriores alfabetos occidentales. Este alfabeto constaba de veintidós signos para las consonantes y no tenía vocales, pero fue muy importante, pues era sencillo y práctico, a diferencia de otros alfabetos coetáneos que solo dominaban los escribas y altos funcionarios tras un arduo aprendizaje.
La cultura fenicia fue muy importante en su época, pero han quedado pocas huellas de su historia. Se conoce de su existencia, sobre todo, a través de los textos de otros pueblos que entraron en contacto con ellos, en particular los asirios, babilonios y, más tarde, los griegos. Se estudia principalmente en las ruinas de las ciudades que fueron colonias de Sidón o Tiro, como las de Cerdeña y Andalucía y, sobre todo, en las establecidas en la isla de Chipre.

### Arte fenicio

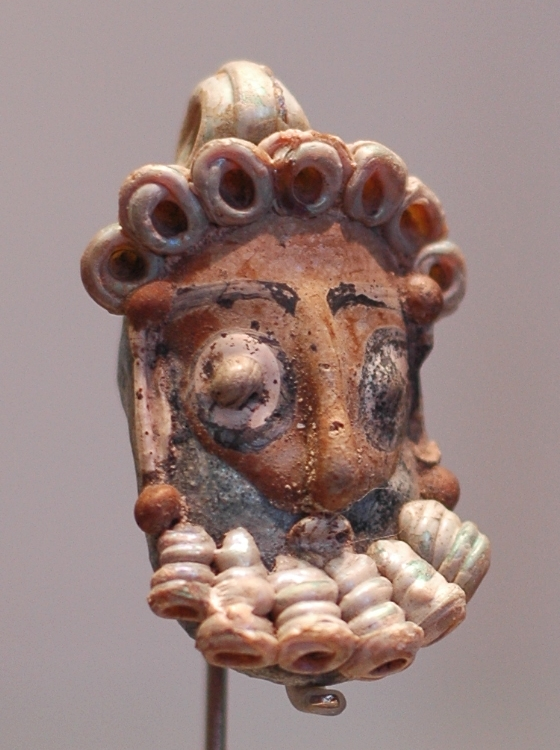
Cabeza escultórica, procedente de Cartago

Sus producciones fueron más artesanales que artísticas, y en sus esculturas, cerámicas, joyas y objetos de metal domina la influencia egipcia desde el siglo X a. C. (que es la fecha más antigua que se suele asignar al arte fenicio), con elementos asirios, hasta llegar al siglo VII a. C. Sin embargo, a partir de entonces predomina la influencia griega, llegando a veces a confundirse sus producciones con las griegas, como se confunden las anteriores al siglo X a. C. con las asirias y egipcias.
Las formas de arquitectura se infieren más por los dibujos de los sellos y otros relieves que por las ruinas de sus edificios, aunque no faltan algunos restos de piezas arquitectónicas hallados en Chipre y Fenicia. Entre estos figura el capitel con volutas, inspirado en el arte oriental y que bien pudo ser el antecesor del capitel jónico. Los templos fenicios (como el de Biblos) se distinguían por tener el santuario sin cubierta. En él se daba culto a una piedra o betilo, que generalmente consistía en un aerolito de forma cónica (como piedra caída del cielo) situado en medio de la estancia a la cual precedía un atrio rodeado interiormente de columnas. Era también característica la forma que a los sarcófagos suntuosos de piedra daban los fenicios sidonitas, que se adaptaba más o menos al contorno de la figura humana como los de madera egipcios (sarcófagos antropoides).
Posteriormente este arte se fue extendiendo a lo largo de toda la costa mediterránea donde los fenicios tenían influencia, llevándolo a esos lugares, además de influenciar a las culturas autóctonas, de lo que es un claro ejemplo Tartessos, que llegó a tener una importante aculturación.[cita requerida]

### Literatura fenicia
Todo sobre la literatura fenicia y púnica está rodeado de un halo de misterio dados los pocos vestigios que se han conservado: lo que se conserva es una serie de inscripciones, pocas de las cuales tienen carácter netamente literario (solo alguna narración histórica, poemas, etcétera), monedas, fragmentos de la "Historia de Sanjuniatón" y del "Tratado de Magón", la traducción al griego del viaje de Hannón el Navegante y el texto del Poenulus de Plauto. Sin embargo es un hecho probado que tanto en Fenicia como en Cartago hubo bibliotecas y que los fenicios tuvieron una rica producción literaria heredera del pasado cananeo, de la que obras como las redactadas por Filón de Biblos o Menandro de Éfeso son una parte ínfima.

## Alfabeto

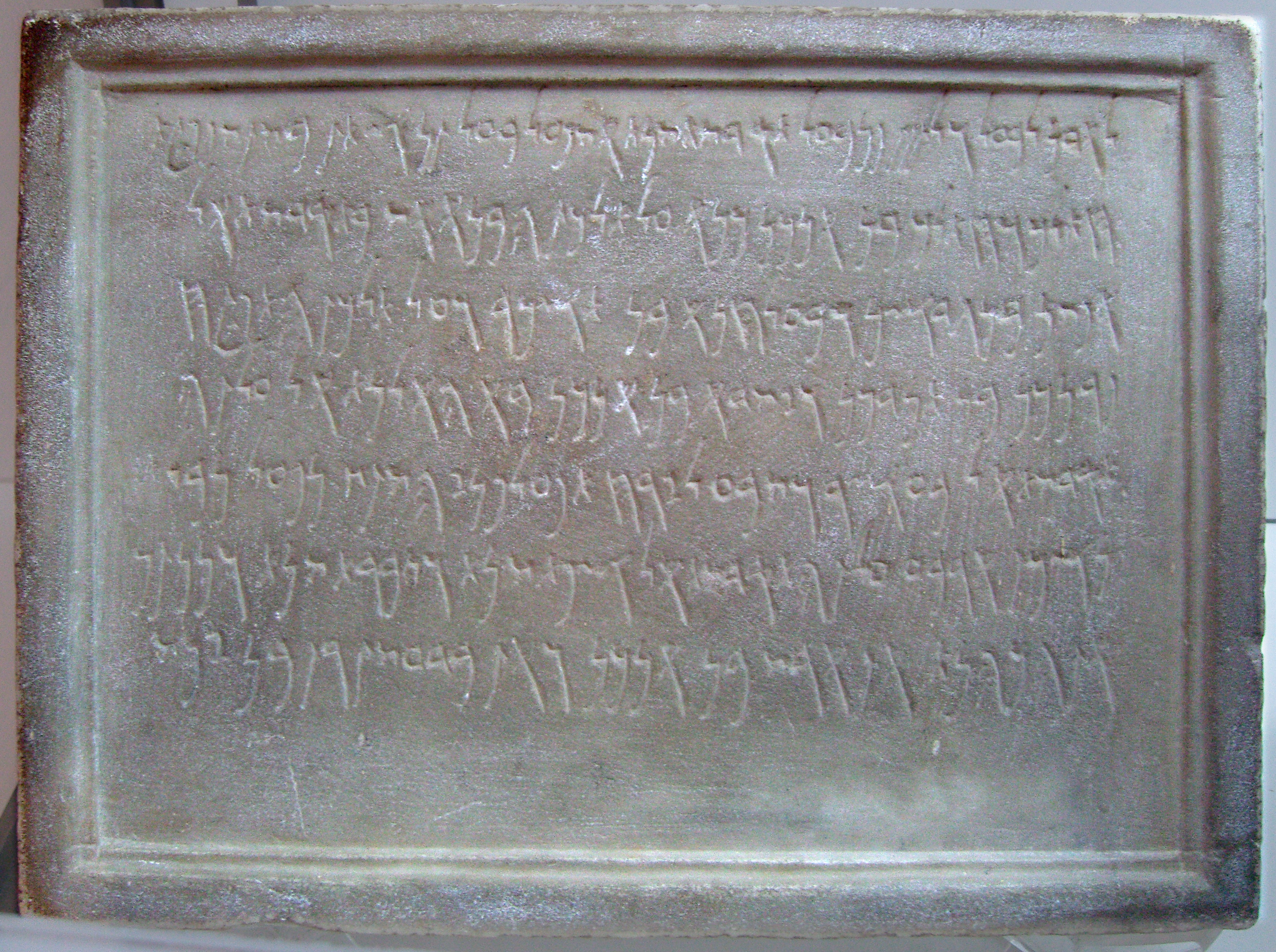
Inscripción púnica hallada en Nabeul (Túnez). Recuerda la consagración de unos santuarios a Baal Hammon y Tanit.

Los fenicios fueron los inventores del alfabeto. El alfabeto fenicio comenzó como una serie de ideogramas, un conjunto de símbolos que representaban animales y objetos. A estos ideogramas se les asignaba un valor fonético de acuerdo al nombre, en idioma fenicio, del animal u objeto representado; este alfabeto solo contenía consonantes, veintidós en total. Era un sistema simple, lo que permitió la difusión del conocimiento y la cultura.
Posteriormente, el alfabeto fenicio fue adoptado y modificado por los griegos para representar su idioma. Los griegos tomaron algunas letras del alfabeto fenicio y les dieron valor de vocal; debido a las diferencias lingüísticas entre ambos idiomas (griego = indoeuropeo, fenicio = semita) también cambiaron la pronunciación de algunas letras, y agregaron algunos símbolos para representar sonidos inexistentes en fenicio. El alfabeto latino proviene del alfabeto etrusco, que fue a su vez una adaptación del alfabeto griego.
Los hebreos también adoptaron el alfabeto fenicio, aunque dada la similitud de sus lenguas y la mutua influencia por su cercanía geográfica hubo una menor modificación que por los griegos.
El alfabeto fenicio ha sido en una u otra forma la base para los alfabetos latino, griego, cirílico, árabe, y algunos estudiosos consideran que también dio origen a los abugidas del subcontinente asiático.
| Letra           |          |      |           |         |         |         |       |      |        |        |                 |
| Nombre          | ʾalp     | bet  | gaml      | delt    | he      | wau     | zai   | ḥet  | ṭet    | yod    | kap             |
| Significado     | buey     | casa | camello   | puerta  | ventana | anzuelo | arma  | muro | rueda  | mano   | palma (de mano) |
| Transliteración | ʾ        | b    | g         | d       | h       | w       | z     | ḥ    | ṭ      | y      | k               |
| Valor           | /ʔ/      | /b/  | /g/       | /d/     | /h/     | /w/     | /z/   | /ħ/  | /tˀ/   | /j/    | /k/             |
| Unicode         | 𐤀        | 𐤁    | 𐤂         | 𐤃       | 𐤄       | 𐤅       | 𐤆     | 𐤇    | 𐤈      | 𐤉      | 𐤊               |
|                 |          |      |           |         |         |         |       |      |        |        |                 |
| Letra           |          |      |           |         |         |         |       |      |        |        |                 |
| Nombre          | lamd     | mem  | nun       | semk    | ʿain    | pe      | ṣade  | qop  | roš    | šin    | tau             |
| Significado     | aguijada | agua | serpiente | pescado | ojo     | boca    | cazar | mono | cabeza | diente | marca           |
| Transliteración | l        | m    | n         | s       | ʿ       | p       | ṣ     | q    | r      | š      | t               |
| Valor           | /l/      | /m/  | /n/       | /s/     | /ʕ/     | /p/     | /sˀ/  | /q/  | /r/    | /ʃ/    | /t/             |
| Unicode         | 𐤋        | 𐤌    | 𐤍         | 𐤎       | 𐤏       | 𐤐       | 𐤑     | 𐤒    | 𐤓      | 𐤔      | 𐤕               |

## Política
Fenicia nunca formó una entidad política unitaria de carácter nacional. Su nombre es más bien una designación geográfico-cultural y hace referencia a una serie de ciudades-estados surgidas paulatinamente desde el III milenio a. C., unidades políticas autónomas con gobierno propio.
Teniendo inicialmente gobiernos monárquicos en cada ciudad, con el paso del tiempo esta estructura política se vería modificada por el inmenso desarrollo económico alcanzado por las ciudades fenicias (obra tanto de particulares como del Estado). Las luchas sostenidas por la hegemonía y la expansión comercial en el Mediterráneo alteraron las relaciones de poder en el interior de sus sociedades y en sus relaciones externas. Esto se aprecia en aquellas ciudades-estado que llegaron a ser gobernadas por consejos de hombres de negocios, entre los que se elegía al monarca, y en algunas ciudades donde las oligarquías que se formaron (enfrentadas a veces con movimientos “populares”) decidieron “sustituir” al monarca por magistrados anuales llamados sufetes, que solo duraban un año en sus funciones.
En consonancia con esto, al describir la organización política de la colonia tiria de Cartago en el siglo III a. C., Polibio describe:

“... a mi modo de entender, la República de Cartago en sus principios fue muy bien establecida por lo que hace a los puntos principales. Porque había Reyes o Sufetes, había un Senado con una autoridad aristocrática, y el pueblo era señor sobre ciertas cosas de su inspección. En una palabra, el enlace de todas estas potestades se asemejaba al de Roma y Lacedemonia.”

## Religión

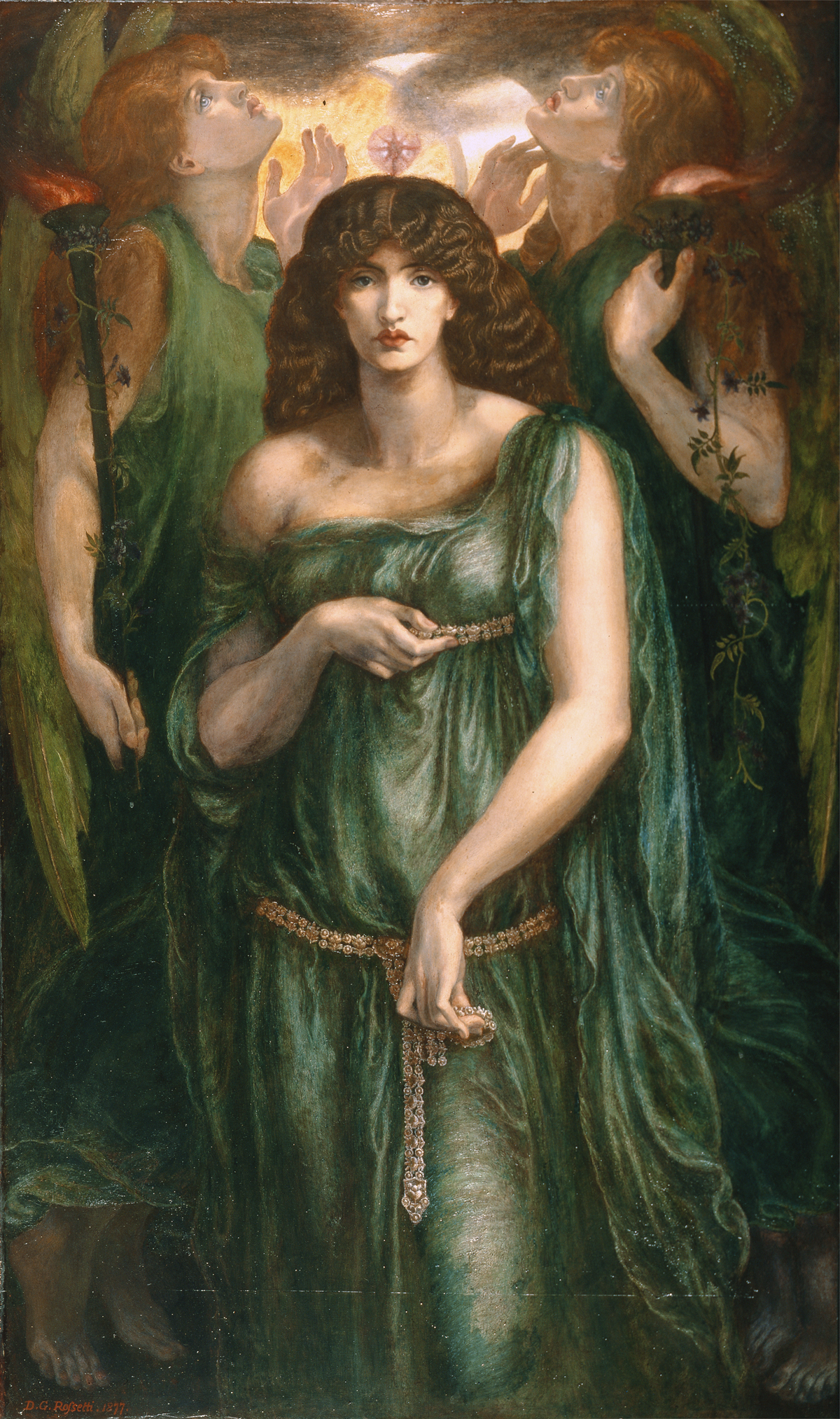
Astarté siriaca, obra de Dante Gabriel Rossetti (1877)

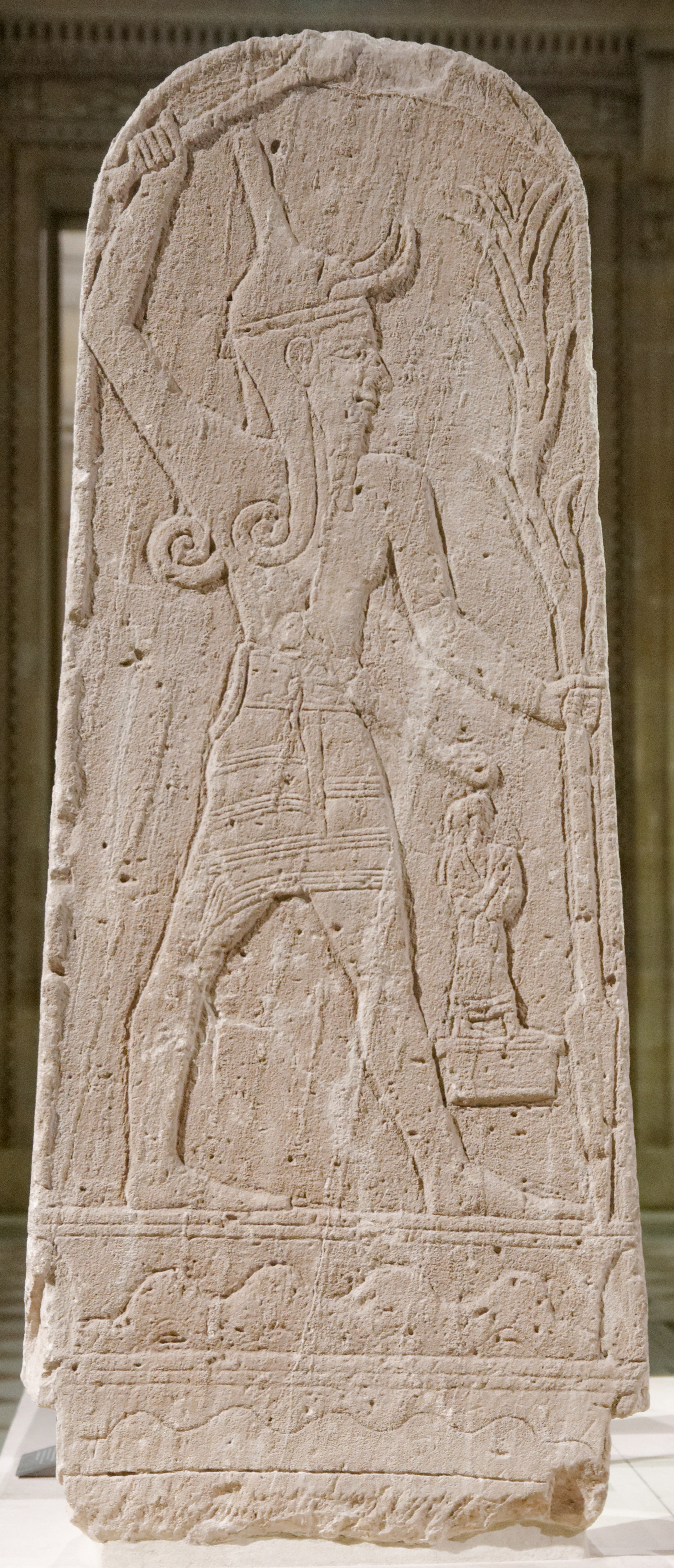
Baal tonante, estela hallada en Ugarit

Los dioses adorados por los fenicios varían de una ciudad a otra. Así el panteón de Sidón difiere del de Tiro o el de Chipre. Es más, algunas divinidades están presentes de una forma u otra en la mayoría de las ciudades significativas. Estas divinidades son principalmente Astarté, Baal, Dagón, Resef y Melkart.

### Astarté
Astarté era la principal diosa de Sidón y con presencia en las otras ciudades fenicias. Astarté es la diosa de la fecundidad, aunque sus características y dependiendo de las ciudades son diferentes. También es adorada como diosa guerrera, de la caza o incluso como patrona de los navegantes.
Suele representarse posada sobre un león y sosteniendo una flor de loto y una serpiente. En otras representaciones se acentúa su carácter como diosa de la fecundidad y aparece tocándose los senos o dando de mamar a dos niños. Se asimiló en otras culturas con nombres diferentes, como por ejemplo la Afrodita de los griegos, la Venus romana o la Isis egipcia.
Contaba con abundantes santuarios en Sidón y Tiro. Está documentado un santuario dedicado a Astarté en El Carambolo (Sevilla), fechado en el siglo VIII a. C.
Astarté es la reina del cielo a quien los cananeos quemaban incienso en la Biblia (Jeremías, 44).

### Eshmún
Eshmún era adorado en Sidón y en Chipre. Se le asimila a Apolo y a Esculapio como dios sanador.
Contaba con varios templos distribuidos por toda la costa mediterránea, desde del Líbano hasta España. Entre los templos destaca un gran santuario a las afueras de Sidón, en un lugar donde brotaba una fuente, y el Templo de Eshmún de la ciudad de Cartago.
En los rituales de adoración a Eshmún se realizaban abluciones y danzas. También se conoce que existieron unos juegos en su honor y que el vencedor ganaba una tela púrpura.

### Baal
Baal (en fenicio 𐤁𐤏𐤋, AFI: [ba'ʕal], «señor») era una divinidad (posiblemente solar) de varios pueblos situados en Asia Menor y su influencia: fenicios, cartagineses, caldeos, babilonios, sidonios y filisteos. Su significado se aproxima al de "amo" o "señor". Era el dios de la lluvia y la guerra. En la Biblia, Baal (בעל Ba‘al) era considerado por los hebreos como uno de los falsos dioses, sin embargo, ellos le rindieron culto en algunas ocasiones cuando se alejaron de su adoración a Yahvé. Fue adorado por los fenicios como el dios más importante de su panteón y además tuvo una esposa llamada Baalit, que se representaba como una mujer hermosa.

### Anat
Anat era la esposa de Baal. Era a la vez una diosa semita de la fertilidad y una joven e impetuosa diosa de la guerra, a quien se ha relacionado con la diosa Hator egipcia y con la Atenea griega. También fue venerada en el Antiguo Egipto.

### Reshef
Reshef era un dios de carácter guerrero, dueño de las calamidades. Alcanzó en el Antiguo Egipto, a partir del Imperio Nuevo, una gran veneración cuando Amenofis II lo adoptó como genio protector, asimilándolo con Montu, el dios egipcio de la guerra, y asociándolo a Astarté.

### Chusor
Chusor era considerado como el primero de los navegantes de la humanidad. Los fenicios creían que este dios había construido el palacio de Baal. Se le considera también el descubridor de la pesca y de las construcciones navales, además de ser el dios de los herreros y armeros.

### Hadad
Hadad era el dios del aire, de la tormenta, los relámpagos, la lluvia y el viento. Según las creencias de los marineros fenicios, su voz sonaba en las tormentas.

### Melkart
En origen, Melkart fue una divinidad fenicia de la ciudad de Tiro, siendo la forma fenicia del dios Baal. Originariamente era un dios agrícola, del campo, la vegetación, la fecundidad y la primavera, por lo que su ritual comprendía una serie de ritos de muerte y resurrección cíclicos anuales, coincidentes con las estaciones del año. No obstante, también era una deidad marina, pues era un divinidad de carácter sincrético. Pasó luego a ser considerado «rey de la ciudad», que es el significado etimológico de su nombre (melk, «rey»; qart, «ciudad»), y como patrono de la ciudad de Tiro. Se transformó también en dios de la colonización y de la protección de la navegación. Los tirios le consideraban el guía de sus viajes marítimos y exploraciones, de modo que le consagraron el templo fundado al mismo tiempo que la ciudad de Cádiz en el otro extremo de la isla mayor, donde hoy se encuentra el islote de Sancti Petri y en el que, según la leyenda, Aníbal hizo el juramento de odio eterno a los romanos antes de marchar hacia Sagunto e iniciar la segunda guerra púnica. Aunque también se decía que lo hizo siendo un niño en Cartago. Fue conocido en la antigüedad como el santuario de Heracles o Heraclión.
El lugar en donde fue situado el templo inicial en Cádiz, cerca del estrecho de Gibraltar, fomentó la leyenda de la separación de las Columnas de Hércules, en principio llamadas Columnas de Melkart por los fenicios, más tarde Columnas de Heracles por los griegos hasta el actual nombre romano.
Se le atribuía la civilización de las tribus salvajes de las costas lejanas, la fundación de las colonias fenicias y la introducción de la ley y el orden entre los hombres.
En diversos restos arqueológicos, entre los que destacan las monedas, se le representa a menudo cabalgando en un hipocampo. En la época tardía de la civilización fenicia, también se le consideraba el dios del Sol, que se encontraba en unión con Baal y Moloch, las fuerzas malignas y benignas del cielo, respectivamente. Alejaba la hostilidad entre ambos y por tanto reducía el efecto del fulgor solar y de los fríos invernales. Es por ello que en su altar debía haber un fuego perenne.
Cada día seguía a la esquiva Astarté hasta que él la encontraba en un punto remoto de Occidente y se esposaban. Este matrimonio trajo la perdición de la diosa y la transformó en la dulce Ashera.
Los griegos le llamaban Melicertes y le comparaban con Heracles, por los atributos guerreros que le caracterizaban.

### Bes
Bes era el dios protector de la infancia, la vida y la casa, importado desde Egipto. Era considerado el dios tutelar de Ibiza.

### Dagón
A Dagón se le menciona en la Biblia, cuando habla del dios al que rindieron culto en el templo de Asdot (I Samuel 5, 1-7), u ocupando su templo como baños públicos.

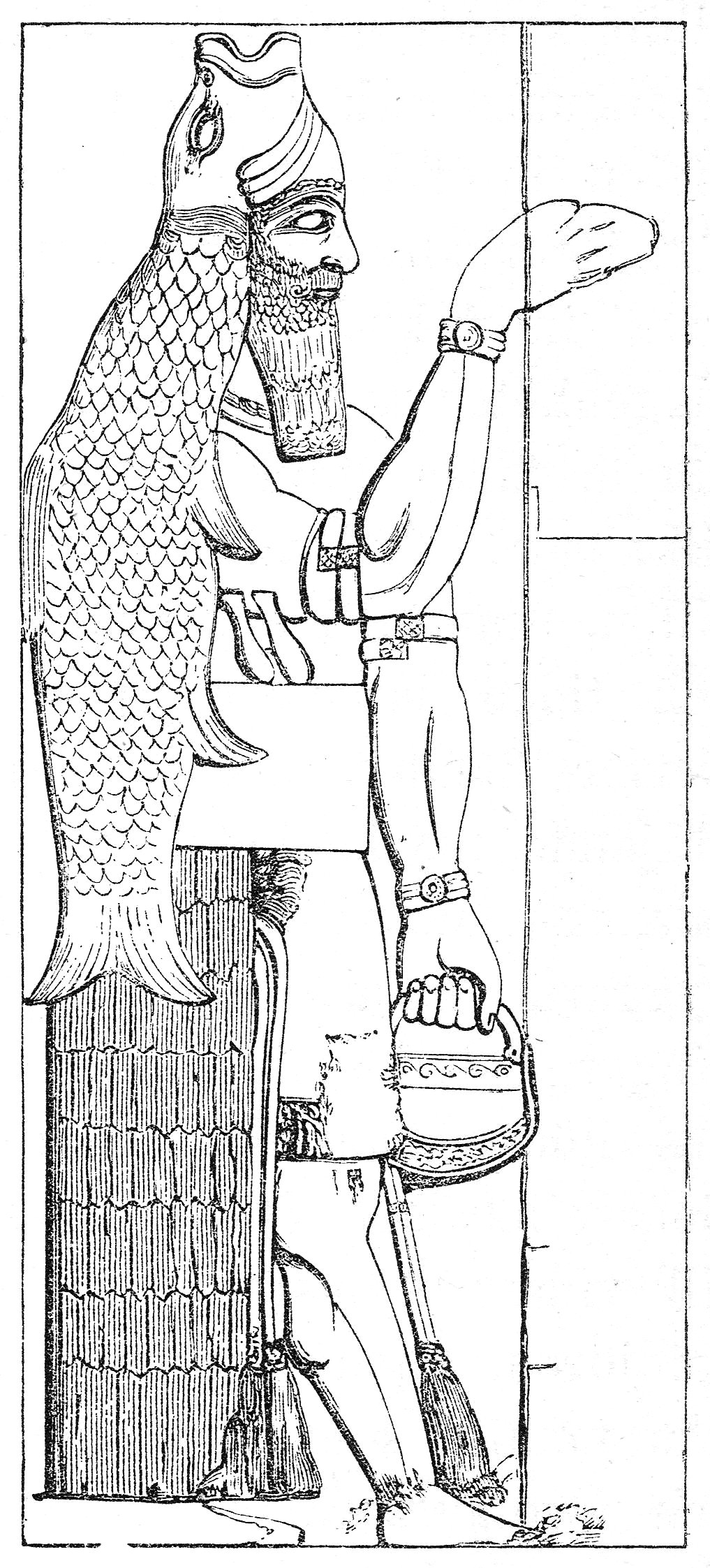
Posible representación de Dagón como dios marino en un bajo-relieve de Nimrud

Es posible que realmente el nombre se haya utilizado para denominar a tres dioses distintos: un Ben Dagón, que aparece en los primeros textos ugaríticos en lucha contra el dios Baal; un segundo Dagan, dios sumerio de la fertilidad, venerado por todo el Oriente Antiguo; y, por último, en Fenicia, Dagón, un dios marino, un ser a medias hombre y pez. La posible confusión puede ser originada por una etimología dudosa. La palabra caldea dagan se traduce por 'grano', 'trigo' o 'semilla' y si se derivase del hebreo antiguo dag, significa 'pez'.
De acuerdo con la interpretación que se cree más probable, Dagón era descrito con cara y manos, y una parte de su cuerpo era parecida a un pez, "el tronco de Dagón" (versículo 5). Del texto recibido de los Setenta parece que también tenía pies, aunque la edición Swete da a este punto una lectura diferente. En la traducción griega esta frase se muestra con las características de tener un aspecto de brillo pulido. La descripción de la Biblia coincide con la que puede verse en las monedas de varias ciudades, filisteas o fenicias; en la mayoría de ellas Dagón se representa como una figura compuesta, la parte superior del cuerpo es humana, y la inferior es de pez. De ello parece deducirse que Dagón era un dios pez, hecho que no sorprende en lo más mínimo, puesto que parece haber sido la deidad principal de ciudades marítimas tales como Asdod, Gaza (los lugares originales se supone que están enterrados bajo las dunas de arena que corren a lo largo de la orilla), Ascalón y Arvad. En los monumentos, y también probablemente en el culto popular, Dagón está asociado a veces con una deidad hembra también medio pez, Derceto o Atargatis, a menudo identificadas como Astarté.
Algunos especialistas, sin embargo, no dan valor a estos datos, y consideran que Dagón era el dios de la agricultura. Su opinión está basada en la siguiente afirmación filo bíblica: "Dagón, es decir, 'espiga' [la palabra hebrea para espiga es dagan]. "Dagón, después de descubrir el trigo y el arado, fue llamado Zeus del arado" (2, 16). El mismo escritor dice (en Eusebio, Prep. Evang. 1, 6) que, según una leyenda fenicia antigua, Dagón era uno de los cuatro hijos nacidos del matrimonio de Anú, el señor del cielo, con su hermana, la tierra. Es más, en un sello que tiene ciertas señales simbólicas y donde hay una provisión de trigo, puede leerse escrito en caracteres fenicios el nombre de Baal-Dagón pero no la imagen de un pez. Es posible cuestionar si estos argumentos tienen más valor que los que apoyan la otra opinión; para quienes aceptan la interpretación etimológica filo bíblica el posible error es debido a una equivocación en el nombre. También pudiera admitirse que en el transcurso del tiempo, a lo largo de la orilla mediterránea, se desarrolló una concepción y representación doble de Dagón como resultado de la supuesta doble derivación del nombre. Todos los estudiosos están de acuerdo en que tanto el nombre como el culto de Dagón se importaron de Babilonia.
Las cartas de Amarna (ca. 1480-1450 a. C.), que han aportado los nombres de Yamir-Dagan y Dagan-takala, gobernantes de Ascalón, dan testimonio de la antigüedad del culto a Dagón entre los habitantes de Palestina. Se sabe por la Biblia que la deidad tenía templos en Gaza (Jueces, 16, 21, 23) y Asdod (I Samuel 5, 1-7). Se supone que existieron estanques igualmente en otras ciudades filisteas. El culto a Dagón parece que se había extendido incluso más allá de los confines de su confederación. El testimonio de los monumentos es positivo para la ciudad fenicia de Arvad; más aún, el Libro de Josué menciona dos pueblos llamados Bét Dagón, uno en el territorio de Judá (Josué 15, 41), y el otro en la frontera de Aser (Josué 19, 27); Josefo también habla de un Dagón "más allá de Jericó" (Antiq. Jud., XIII, 8, 1; De Bel. Jud. I, 2, 3): todos estos nombres son anteriores a la conquista israelita, y, a menos que deriven de dagan, dan testimonio de una amplia difusión del culto de Dagón a lo largo de Palestina. Este culto se mantuvo, por lo menos en ciertas ciudades filisteas, hasta los últimos siglos a. C. Este era el caso de Asdod; el templo de Dagón que estaba allí fue quemado por Judas Macabeo (l Mac.10, 84; 11, 4).
Al contrario de los Baales que, entre los cananeos, eran deidades esencialmente locales, Dagón parece que era considerado por los filisteos como un dios nacional (I Crónicas 10, 10). A él atribuyeron su éxito en la guerra; le dieron gracias con grandes sacrificios, ante él se regocijaron por la captura de Sansón (Jueces 16, 23); y a su templo llevaron los trofeos de sus victorias, el Arca (I Samuel 5, 1, 2), la armadura, y la cabeza de Saúl (1 Samuel 31, 9, 10; I Crónicas 10, 10). Un bajorrelieve de bronce de trabajo asirio fenicio también sugeriría que Dagón tenía una función prominente en las doctrinas de la muerte y la vida futura. Acerca del ritual de su culto, poco puede recogerse o de los documentos o de las Escrituras. Los acuerdos detallados para devolver el Arca (1 Samuel 5; 6) pueden haber estado inspirados más por las circunstancias que por cualquier ceremonia del culto a Dagón. Solo se conoce por los autores antiguos que, por razones religiosas, la mayoría de los sirios se abstenían de comer peces, una práctica que podría relacionarse con el culto de un dios pez.

### Paam
El significado de Paam no es otro que «falo» y en honor a él se realizaba la prostitución ritual, muy corriente entre los fenicios y otras culturas antiguas, que se llevaba a cabo con fines profilácticos.

### Moloch
Moloch era el dios supremo y protector de la ciudad de Cartago. Los navegantes fenicios exportaron, a través del comercio, los cultos a varios dioses representados como deidades-toro: el dios El, el dios Baal y sobre todo, el sanguinario dios Moloch. La estatua de Moloch lo representaba con cuerpo de hombre y cabeza de toro con cuernos. Cada año se encerraban dentro jóvenes que se le ofrecían como sacrificio y los quemaban. Moloch aparece mencionado varias veces en la Biblia, relacionado con sacrificios infantiles.